# Haian-Gebirge

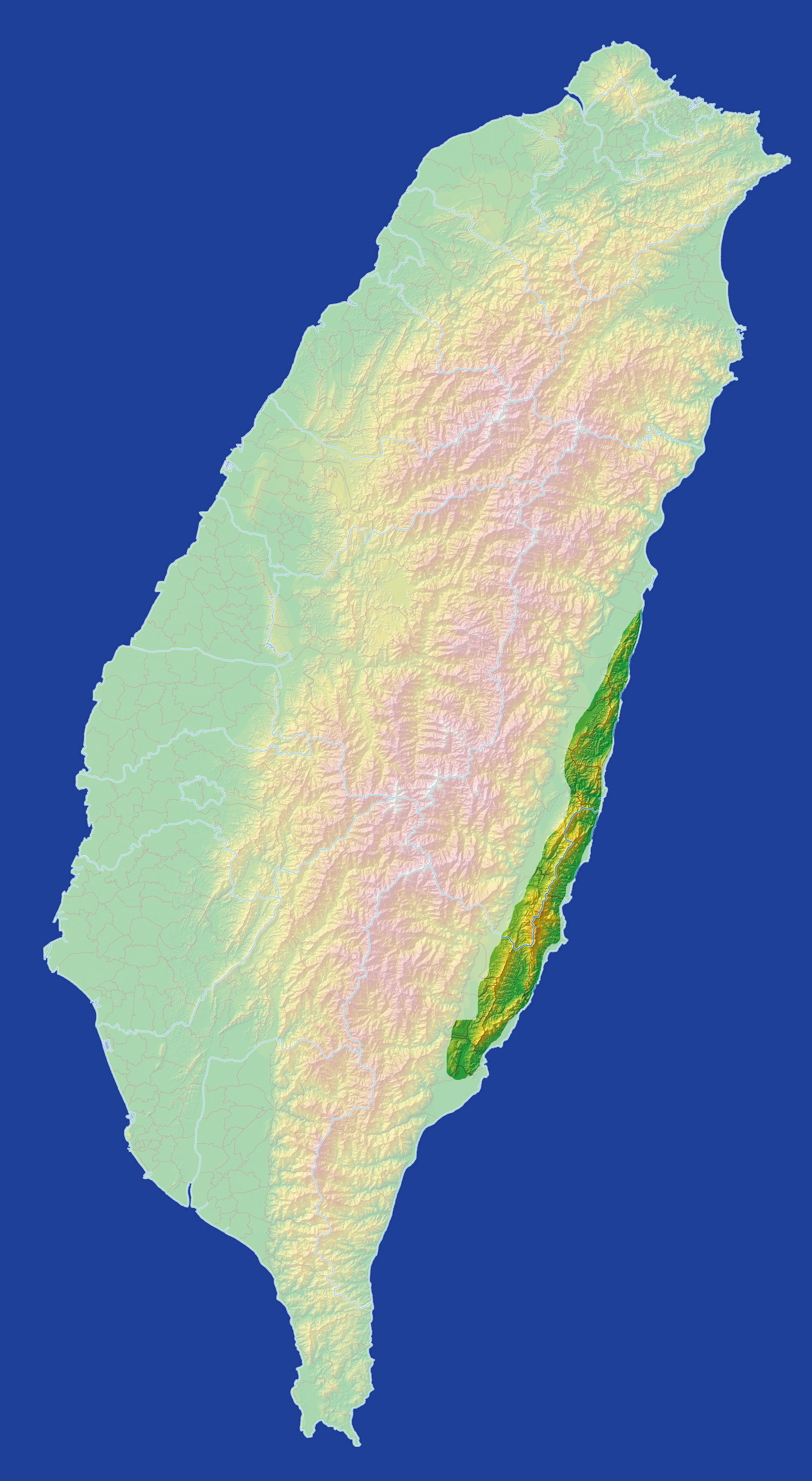
Lage des Haian-Gebirges in Taiwan.

Das Haian-Gebirge (chinesisch 海岸山脈, Pinyin Hǎi'àn Shānmài) ist ein langgestrecktes Küstengebirge an der Ostküste der Insel Taiwan.

## Beschreibung
Das Haian-Gebirge ist durchschnittlich nur etwa 10 Kilometer breit und erstreckt sich über eine Länge von etwa 100 Kilometern parallel zur Küste der taiwanischen Landkreise Taitung und Hualien. Die höchste Erhebung ist mit 1682 Metern der Xingangdashan (新港大山, ). Das Gebirge liegt relativ nahe an der Küste, so dass abschnittsweise nur eine relativ schmale Küstenebene besteht. Die südlichen Ausläufer beginnen etwa 10 Kilometer nördlich der Stadt Taitung und die nördlichen Ausläufer enden südlich der Stadt Hualien. 
Vom Taiwanischen Zentralgebirge (Chungyang-Gebirge) wird das Haian-Gebirge durch das ebenfalls sehr langgestreckte Huadong- oder Huatung-Tal abgegrenzt.

## Geologie
Erdgeschichtlich entstand das Gebirge aus einer Kette von Vulkaninseln, die sich vor etwa 23 Millionen Jahren am westlichen Rand der Philippinischen Platte bildeten. Im frühen Pliozän, vor etwa 5 Millionen Jahren, driftete die Philippinische Platte Richtung Nordwesten und eine Vulkaninsel nach der anderen kollidierte mit dem südwestlichen Rand der Eurasischen Platte. Durch die Plattenkollision wurde zum einen das Taiwanische Zentralgebirge auf der Eurasischen Platte aufgetürmt und zum anderen bildete sich auf der Philippinischen Platte das Haian-Gebirge.
Lithostratographisch besteht das Gebirge aus drei Haupt-Lagen: magmatischem Gestein, Sedimentgestein und gemischtem Gestein. Hauptgesteinstyp des östlichen Haian-Gebirges ist der Miozän-Andesit (Qimei-Lagen), gefolgt von Agglomeratgestein (Duluanshan-Lagen) und gemischten Gesteinstypen (Sandstein, Schiefergestein und Konglomerat; Dagangkou-Lagen). An den Westhängen des Gebirges finden sich Liji-Lagen, die im Wesentlichen dem gemischten Stratum entsprechen und hauptsächlich eine zusammengesetzte Mischung aus feinem und grobem Partikelmaterial, wie Sandstein und Serpentinit darstellen. Wenn diese Gesteinslagen erodieren, bilden sich sogenannte Badlands.

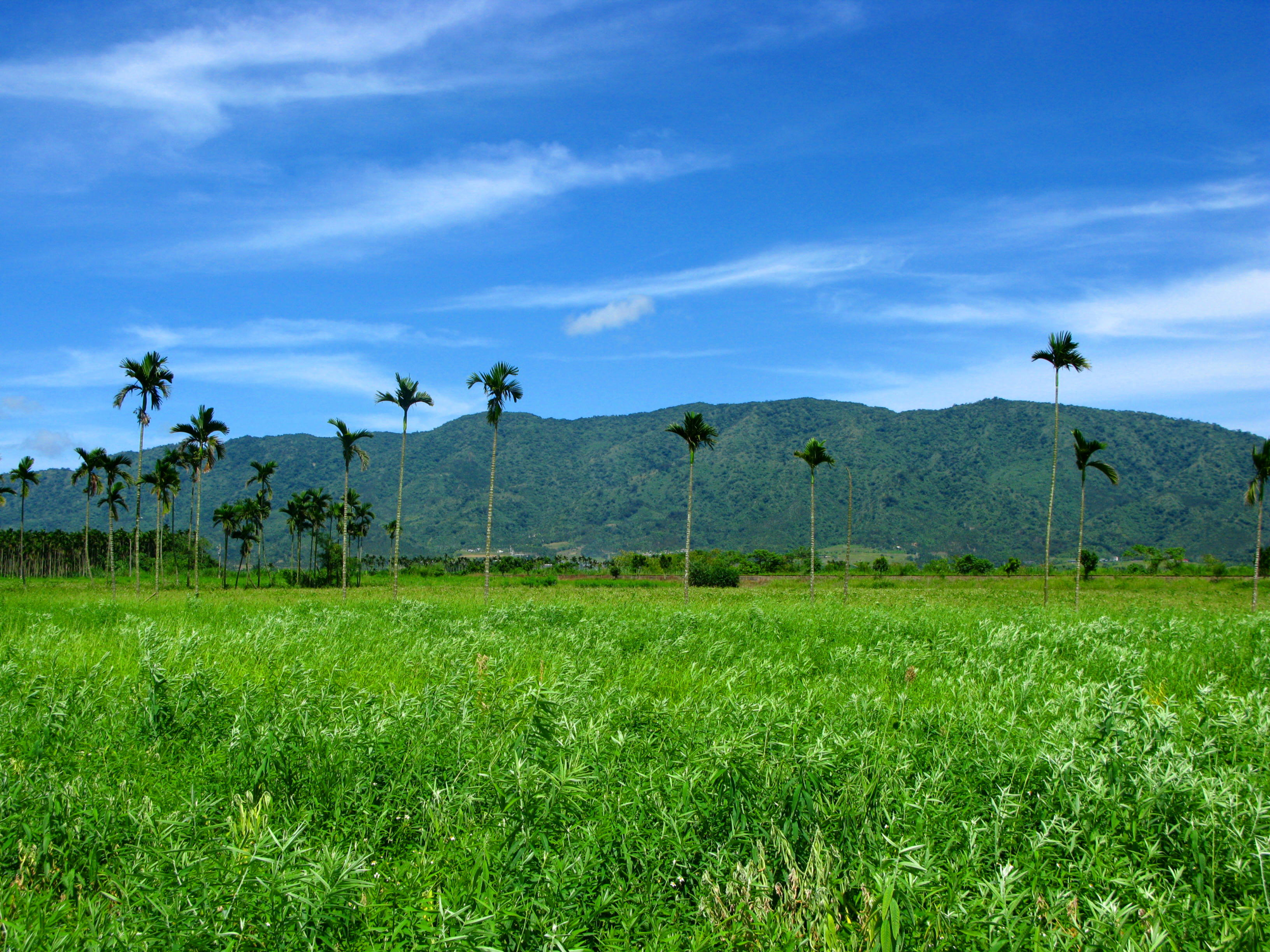
Ansicht des Haian-Gebirges von der Küste aus
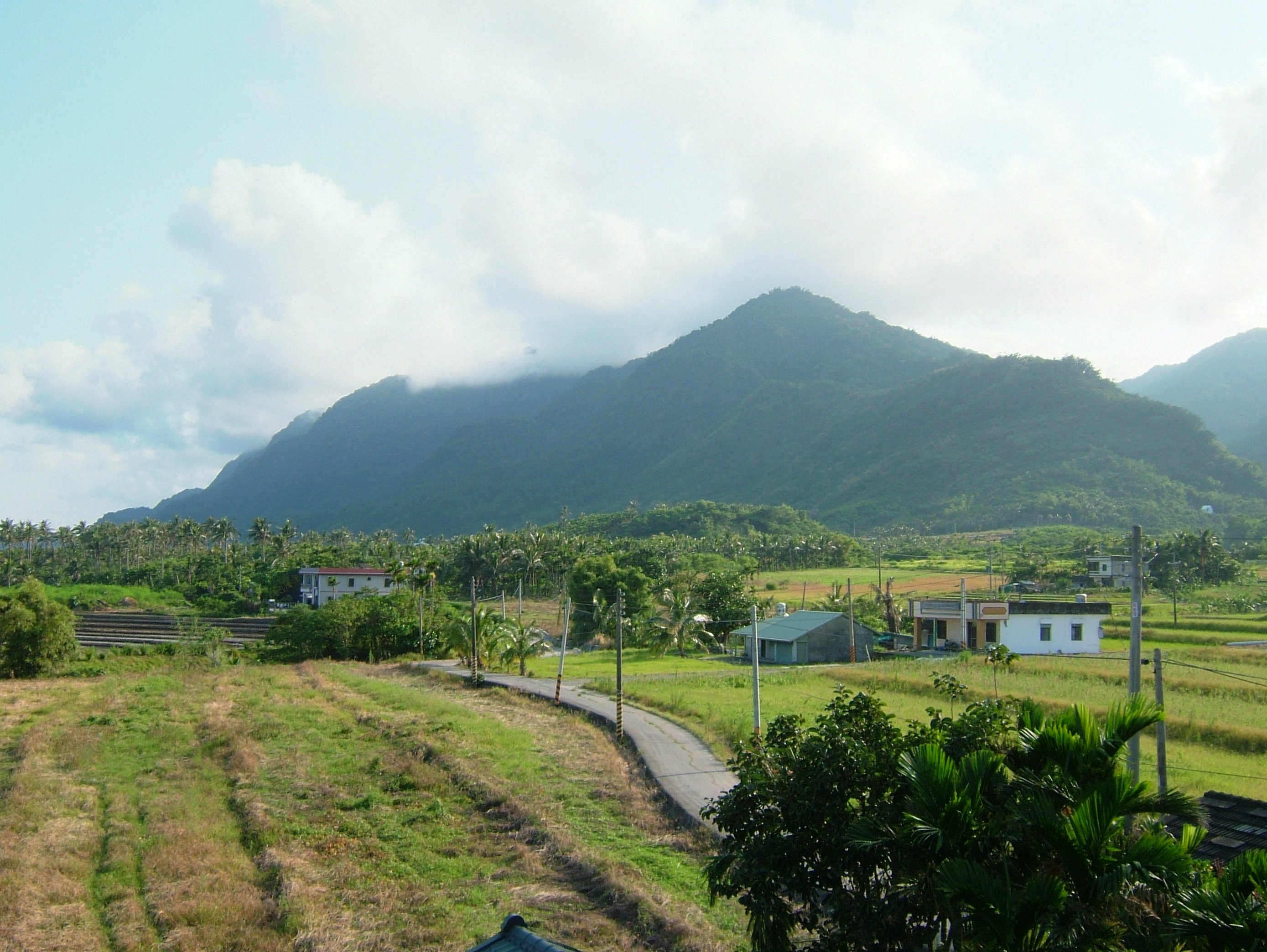
In der Gemeinde Chenggong
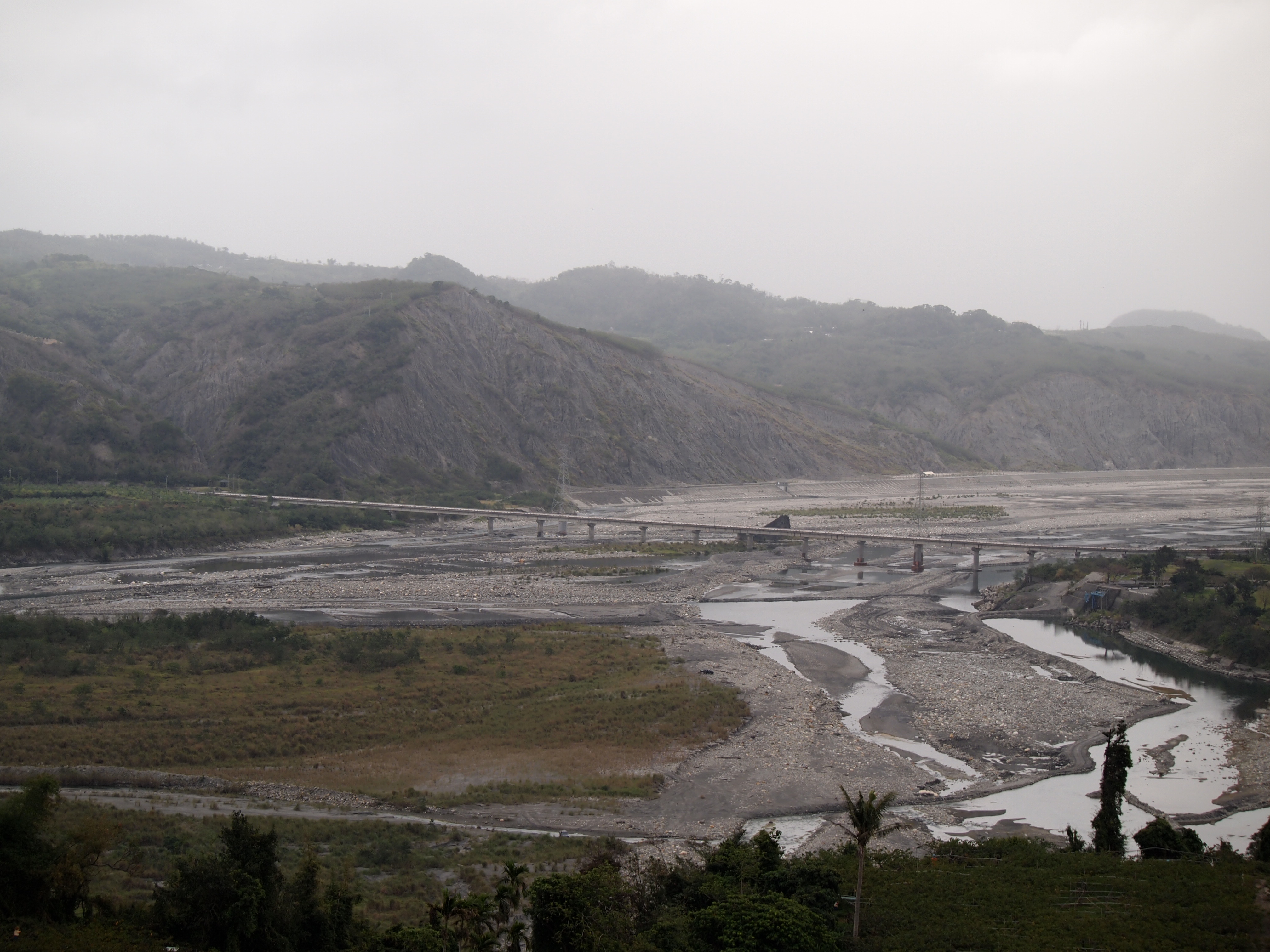
Liji Badlands am Fluss Beinan in der gleichnamigen Gemeinde
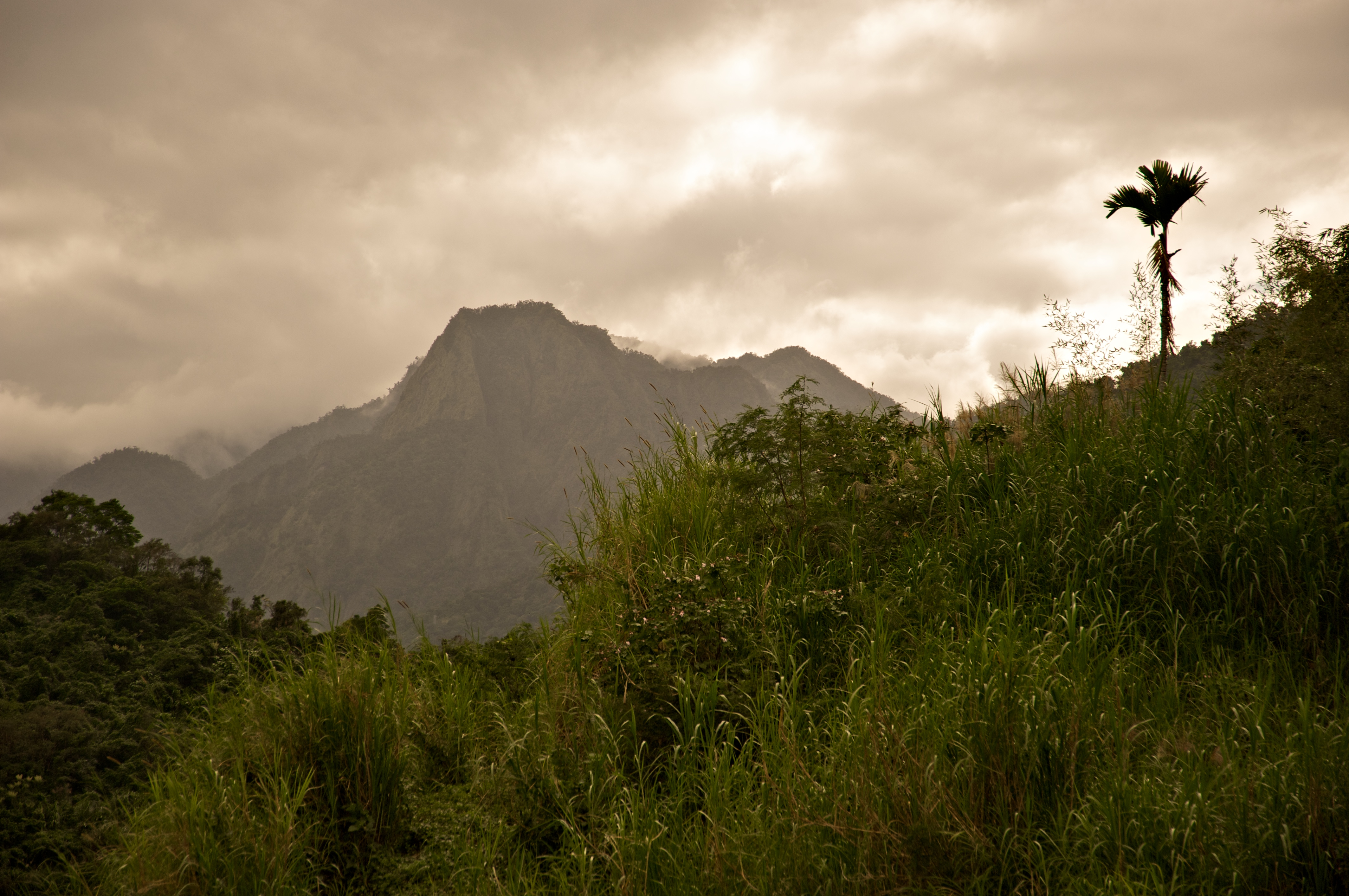
Im nördlichen Abschnitt des Haian-Gebirges (Changbin)